# Mnemea

En la mitología griega, Mneme o Mnemea (en griego Μνήμη, «memoria») es la segunda musa según la clasificación de Pausanias:
«Los Alóadas consideraron que las musas eran tres y les pusieron los nombres de Mélete, Mneme y Aede».
Uno de los satélites de Júpiter, Mnemea, fue así denominado en su honor.
Mnemea es la musa de la plasmación o de la creación en sí, pues se encarga de darle forma concreta a las ideas abstractas. Ella es la que primero recuerda y luego deja sentado por escrito lo que su hermana Meletea ha pensando con anterioridad.[cita requerida]
Se considera que la obra artística sólo tiene existencia en el momento en que se está creando, pues es durante este proceso cuando dicha obra crece y se modifica. Con Mnemea se materializan las ideas que han salido de la imaginación gracias a Meletea, y este trabajo es la base para que Aedea lo ejecute en escena.[cita requerida]
Se la representa, en el mundo del arte, como una muchacha en actitud escribiente, apoyando un estilete en su barbilla, tratando de recordar lo pensado, para luego escribirlo en un rollo de papiro.[cita requerida]